# 高橋弥太郎

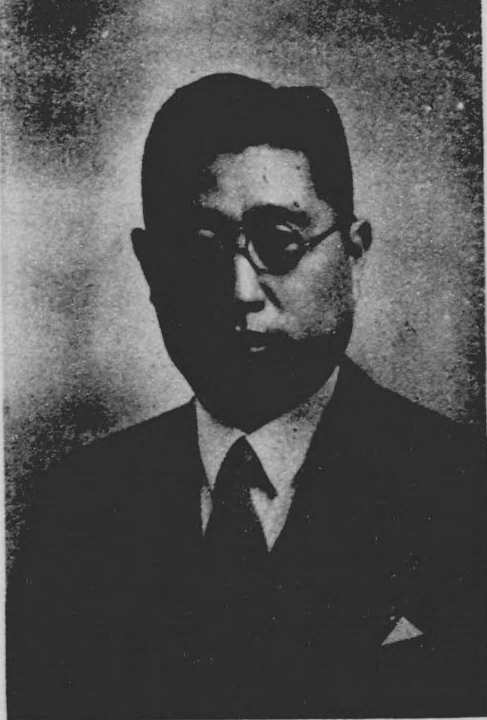
高橋弥太郎

高橋 弥太郎（たかはし やたろう、1883年（明治16年）3月27日 - 1945年（昭和20年）10月20日）は、大正から昭和時代前期の実業家、政治家。樺太庁豊原市長。

## 経歴・人物
長野県東筑摩郡松本（現松本市）出身。松本商業学校を卒業する。1906年（明治39年）5月、樺太に渡り、豊原実業懇話会および信用組合設立に参画した。豊原町会議員当選を皮切りに、1931年（昭和6年）2月、豊原町長に就任し、市制施行後の1937年（昭和12年）9月に市長として引き続き再選した。町長、市長を12年間、無給で勤めた。
1942年（昭和17年）2月に退任し、翌年4月、樺太配電・樺太魚菜配給各社長に就任した。のち大泊町にて洋服店を経営した。1945年（昭和20年）8月22日、ソ連の南樺太侵攻からの避難船、小笠原丸に乗船していた妻娘嫁孫の一家9名を三船殉難事件で喪った。10月20日に死去。

## 栄典
- 1938年（昭和13年）5月7日 - 勲七等瑞宝章[1]
- 1939年（昭和14年）5月 - 紺綬褒章[2]